# روبن باردو
روبين باردو غيتيريز  (بالإسبانية: Rubén Pardo)‏؛ مواليد 22 أكتوبر 1992 في إسبانيا، هو لاعب كرة قدم إسباني يلعب لنادي ريال سوسيداد ومنتخب إسبانيا لكرة القدم فئة الشباب كلاعب وسط.

## روابط خارجية
- روبن باردو على موقع الاتحاد الأوربي (الإنجليزية)
- روبن باردو على موقع قاعدة بيانات كرة القدم.إي يو (الإنجليزية)
- روبن باردو على موقع ليكيب (الفرنسية)
- روبن باردو على موقع Soccerbase.com (لاعب) (الإنجليزية)
- روبن باردو على موقع Soccerway.com (الإنجليزية)
- روبن باردو على موقع عالم كرة القدم.نت (الإنجليزية)
- روبن باردو على موقع AS.com (الإسبانية)